# Carlow
Carlow (în irlandeză Ceatharlach) este un oraș comital din comitatul Carlow, Republica Irlanda.